# مرخصی فریس بولر
روز تعطیلی فریس بیولر (به انگلیسی: Ferris Bueller's Day Off) یک فیلم کمدی نوجوان آمریکایی در سال ۱۹۸۶ به نویسندگی و کارگردانی جان هیوز و تهیه کنندگی تام جاکوبسون است.
این فیلم با تغییراتی از صدا و سیمای جمهوری اسلامی نیز پخش شده‌است.

## خلاصه داستان
داستان از آنجا آغاز می‌شود که فریس، برای نهمین روز از ترم جدید تصمیم می‌گیرد که به مدرسه نرفته و در شهر شیکاگو به همراه دوستانش گردش کند. فیلم ماجراهای فرارهای خلاقانه فریس را از دست ناظم و والدینش در طول فیلم روایت می‌کند. در طول فیلم، فریس بارها دیوار چهارم را می‌شکند.